# Lehlohonolo Majoro
Lehlohonolo Michael Majoro, född den 19 augusti 1986 i Ladybrand, är en sydafrikansk fotbollsspelare som för tillfället spelar för den sydafrikanska klubben Kaizer Chiefs FC.
Han gjorde sin landslagsdebut i en vänskapsmatch mot Tanzania den 14 maj 2011. 